# فترة كوويه

كانت المقاعد الإمبراطورية خلال فترة نانبوكو-تشو قريبة جداً نسبياً، ولكنها متميزة جغرافياً. تم تحديدهم تقليديا على النحو التالي:

- العاصمة الشمالية : كيوتو
- العاصمة الجنوبية : يوشينو.

كوويه (康永 Kōei) هو اسم حقبة يابانية (年号 نِنغو؟، "اسم السنة") للبلاط الشمالي خلال عصر المحاكم الشمالية والجنوبية بعدرياكوأو وقبلجووا. امتدت هذه الفترة من السنوات الممتدة من أبريل 1342 إلى أكتوبر 1345. كان الإمبراطور في كيوتو هو الإمبراطور كوميو (光明天皇 'كوميو-تِنُّو'). ومنافسه في غو-كوغون للبلاط الجنوبي في يوشينو خلال هذه الفترة كان الإمبراطور غو-موراكامي (後村上天皇 'غو-موراكامي تِنُّو').